# Léon Comerre

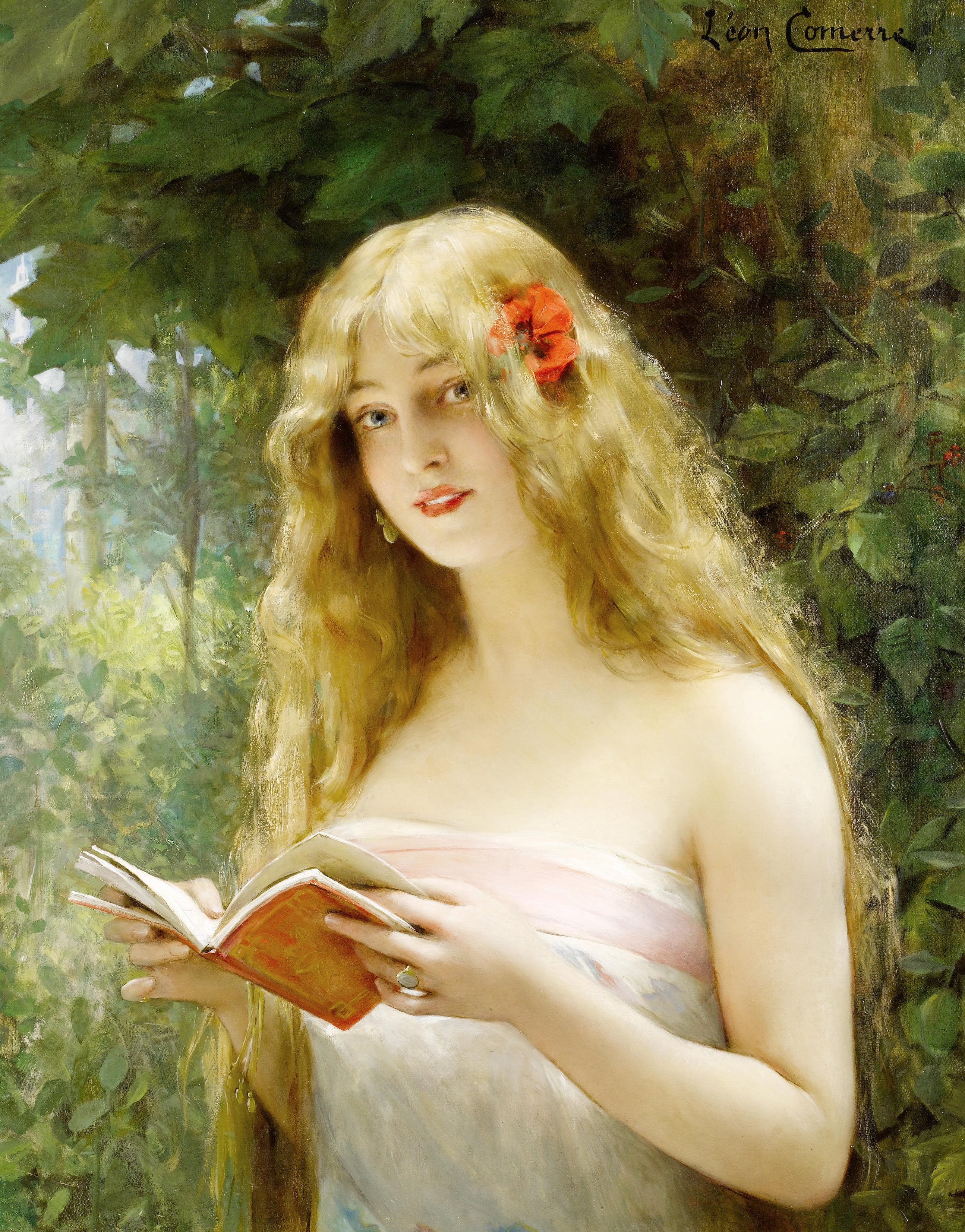
La Belle Liseuse, 1877

Léon-François Comerre (ur. 10 października 1850 w Trélon, zm. 1916 w Le Vésinet) – francuski malarz akademicki. Malował sceny historyczne i mitologiczne, akty i portrety. Studiował w Lille i Paryżu. Mieszkał i pracował w Londynie i Paryżu, wystawiał z powodzeniem w Salonie.

## Najważniejsze prace
- Portrait de Jeune Fille, (1880),
- Samson et Dalila, muzeum w Lille,
- Albine morte (1882), muzeum w Caen,
- Une Etoile (1882),
- Silène et les Bacchantes (1883), muzeum w Marsylii,
- Portrait de Mademoiselle Achille Fould, (1883),
- Madeleine, (1884),
- Pierrot, (1884),
- Arachne, muzeum w Budapeszcie.
- En bicyclette au Vésinet, (1903).